# Klatičevo
Klatičevo (cyr. Клатичево) – wieś w Serbii, w okręgu morawickim, w gminie Gornji Milanovac. W 2011 roku liczyła 286 mieszkańców.